# Asheville
Asheville é uma cidade localizada no estado norte-americano de Carolina do Norte, no condado de Buncombe, do qual é sede. Foi incorporada em 27 de janeiro de 1798.
Asheville tem mais cervejarias per capita que qualquer outra cidade nos EUA. A cidade tem 2.000 milhas de trails de caminhadas e bicicleta, uma Baixa facilmente caminhável e um slide natural de água com 18 metros na Floresta Nacional Pisgah.

## Geografia
De acordo com o United States Census Bureau, a cidade tem uma área de 119 km², dos quais 118 km² estão cobertos por terra e 1 km² por água.

### Localidades na vizinhança
O diagrama seguinte representa as localidades num raio de 16 km ao redor de Asheville. 

## Demografia
Segundo o censo nacional de 2010, a sua população é de 83 393 habitantes e sua densidade populacional é de 700,7 hab/km².

## Marcos históricos
O Registro Nacional de Lugares Históricos lista 91 marcos históricos em Asheville, dos quais 2 são Marco Histórico Nacional, o Biltmore Estate e a Thomas Wolfe House. O primeiro marco foi designado em 15 de outubro de 1966 e o mais recente em 25 de janeiro de 2018.